# Repetycja
Repetycja ma w muzyce dwa znaczenia:
- Repetycja w notacji muzycznej oznaczenie powtórnego wykonania fragmentu utworu. Znakiem graficznym repetycji jest pogrubienie kresek taktowych oraz dodanie od strony wewnętrznej powtarzanego odcinka dodatkowej kreski pionowej i dwóch kropek otaczających środkową linię pięciolinii. Jeżeli początek repetycji pokrywa się z początkiem utworu, wtedy nie stosuje się oznaczenia początkowego.

Jeżeli przy drugim wykonaniu repetycji jej zakończenie ma mieć inną postać, stosuje się tak zwane volty. Za pierwszym razem wykonuje się wtedy takty oznaczone jako prima volta, a przy powtórzeniu pomija się je i  wykonuje te, oznaczone jako seconda volta. Zapisuje się to jako I volta, i II volta lub krótko cyframi 1. i 2., przy czym oznaczenia te umieszczone są nad pięciolinią. 
Repetycja z voltami
- Mianem repetycji określa się także szybkie powtarzanie tego samego dźwięku.